# Péguy Luyindula
Péguy Makanda Luyindula (* 25. Juni 1979 in Kinshasa, Zaire) ist ein ehemaliger französischer Fußballspieler.

## Karriere

### Verein
Der Stürmer begann seine Karriere 1997 bei Chamois Niort in der zweiten französischen Liga. Nach einer Saison wechselte er in die Ligue 1 zu Racing Straßburg, für die er die kommenden drei Jahre spielte. 2001, in seiner letzten Saison bei Racing, gewann er mit dem Club den französischen Pokalwettbewerb. Von 2001 bis 2004 spielte Luyindula für Olympique Lyon und wurde mit dem Klub dreimal französischer Meister. Für elf Millionen Euro wechselte Luyindula 2004 von Lyon zu Olympique Marseille, wurde aber nach einer Saison für ein Jahr zu AJ Auxerre entliehen. Zur Saison 2006/07 stand er wieder im Aufgebot von OM, wurde aber wiederum für ein Jahr ausgeliehen, diesmal nach Spanien an Levante UD. Im Sommer 2007 wechselte er zu Paris Saint-Germain. Dort spielte er bis Ende 2012, kam unter Trainer Ancelotti aber kaum noch in der ersten Mannschaft zum Einsatz, ehe er im März 2013 zu den New York Red Bulls wechselte.

### Nationalmannschaft
Mit der französischen U-21-Auswahl wurde er 2002 Vize-Europameister. 2004 spielte er erstmals für die französische A-Nationalmannschaft. Luyindula misst 178 cm und ist Rechtsfüßer.

## Erfolge und Auszeichnungen
- Französischer Meister (3): 2001/02, 2002/03 und 2003/04 (alle mit Olympique Lyon)
- Französischer Pokalsieger (2): 2000/01 (Racing Straßburg) und 2009/10 (Paris Saint-Germain)
- Französischer Ligapokalsieger: 2007/08 (Paris Saint-Germain)
- Französischer Superpokalsieger: 2002/03 (Olympique Lyon)
- MLS Supporters’ Shield: 2013 (New York Red Bulls)

Individuelle Auszeichnungen
- Spieler des Monats der Ligue 1 (3): Januar 2005, April 2007 und Januar 2009